# 테라오 아키라
데라오 아키라(寺尾 聰, 1947년 5월 18일 ~ )는 일본의 배우이자 가수, 베이시스트, 싱어송라이터이다. 가나가와현 요코하마시 호도가야구 출신이며 소속사는 데라오 음악 사무소이다. 배우 우노 주키치(宇野重吉)의 아들이다. 1981년, <루비 반지>(ルビーの指環)가 큰 인기를 끌어 일본 레코드 대상을 수상하였다.

## 출연

### 영화
- 1968년 구로베의 태양
- 1985년 란
- 1990년 꿈
- 1994년 낚시바보일지7
- 1997년 실락원
- 2000년 비 그치다
- 2001년 사토라레
- 2003년 사라진 이틀
- 2004년 캐산
- 2005년 인투 더 선
- 2005년 망국의 이지스
- 2006년 박사가 사랑한 수식
- 2007년 다마모에
- 2009년 방황하는 칼날

### 드라마
- 대하드라마（NHK）
  - 나라 훔친 이야기（1973년） - 도쿠가와 이에야스 역
  - 화신（1977년） - 코야마 료안 역
  - 군사 칸베에 (2014년) - 도쿠가와 이에야스 역
- 2000년 암호는 용기 (2000년)
- 2001년 음양사 (2001년)
- 2005년 상냥한 시간 (2005년)
- 2005년 형사의 현장 (2005년)
- 2008년 체인지 (2008년)